# Чемпіонат Німеччини з футболу 1998—1999: Бундесліга
Сезон Бундесліги 1998–1999 був 36-им сезоном в історії Бундесліги, найвищого дивізіону футбольної першості Німеччини. Він розпочався 14 серпня 1998 і завершився 29 травня 1999 року. Діючим чемпіоном країни був «Кайзерслаутерн».

## Формат змагання
Кожна команда грала з кожним із суперників по дві гри, одній вдома і одній у гостях. Команди отримували по три турнірні очки за кожну перемогу і по одному очку за нічию. Якщо дві або більше команд мали однакову кількість очок, розподіл місць між ними відбувався за різницею голів, а за їх рівності — за кількістю забитих голів. Команда з найбільшою кількістю очок ставала чемпіоном, а три найгірші команди вибували до Другої Бундесліги.

## Зміна учасників у порівнянні з сезоном 1997–98
«Карлсруе», «Кельн» і «Армінія» (Білефельд) за результатами попереднього сезону вибули до Другої Бундесліги. На їх місце до вищого дивізіону підвищилися «Айнтрахт» (Франкфурт-на-Майні), «Фрайбург» і «Нюрнберг».

## Огляд сезону
Мюнхенська «Баварія», майбутній переможець турніру, провела дуже потужний сезон і забезпечила собі чемпіонський титул ще за три тури до завершення сезону.
Основною ж інтригою кінцівки сезону залишалося визначення третьої команди, що понизиться у класі до Другої Бундесліги разом з «Бохумом» і «Боруссією» (Менхенгладбах). За несприятливих результатів останнього туру ризик опинитися на третьому з кінця рядку підсумкової турнірної таблиці мали відразу п'ять команд. При цьому найвищу серед них, 12-ту, позицію перед вирішальним туром займав «Нюрнберг», але саме він, програвши свій матч проти «Фрайбурга» 1:2, став єдиним серед конкурентів, хто не набрав бодай одного очка, і за рахунок меншої кількості забитих за сезон голів програв боротьбу за рятівне 15-те місце «Айнтрахту».

## Команди-учасниці
| Клуб                            | Місто              | Стадіон                 | Вміщує |
| ------------------------------- | ------------------ | ----------------------- | ------ |
| «Герта» (Берлін)                | Берлін             | Олімпіаштадіон          | 76,000 |
| «Бохум»                         | Бохум              | Воновія Рурштадіон      | 36,344 |
| «Вердер»                        | Бремен             | Везерштадіон            | 36,000 |
| «Боруссія» (Дортмунд)           | Дортмунд           | Зігналь Ідуна Парк      | 68,600 |
| «Дуйсбург»                      | Дуйсбург           | Ведауштадіон            | 30,128 |
| «Айнтрахт» (Франкфурт-на-Майні) | Франкфурт-на-Майні | Вальдштадіон            | 62,000 |
| «Фрайбург»                      | Фрайбург           | Баденова-Штадіон        | 22,500 |
| «Гамбург»                       | Гамбург            | Фолькспаркштадіон       | 62,000 |
| «Кайзерслаутерн»                | Кайзерслаутерн     | Фріц-Вальтер-Штадіон    | 38,500 |
| «Баєр 04»                       | Леверкузен         | БайАрена                | 22,500 |
| «Боруссія» (Менхенгладбах)      | Менхенгладбах      | Бекельбергштадіон       | 34,500 |
| «Мюнхен 1860»                   | Мюнхен             | Олімпіаштадіон          | 63,000 |
| «Баварія» (Мюнхен)              | Мюнхен             | Олімпіаштадіон          | 63,000 |
| «Нюрнберг»                      | Нюрнберг           | Грюндіг-Штадіон         | 44,700 |
| «Ганза»                         | Росток             | ДКБ-Арена               | 25,850 |
| «Шальке 04»                     | Гельзенкірхен      | Паркштадіон             | 70,000 |
| «Штутгарт»                      | Штутгарт           | Готтліб-Даймлер-Штадіон | 53,700 |
| «Вольфсбург»                    | Вольфсбург         | VfL-Штадіон             | 21,600 |

## Турнірна таблиця
| Поз | Команда                         | І  | В  | Н  | П  | ГЗ | ГП | РГ  | О  | Кваліфікація або пониження                                 |
| --- | ------------------------------- | -- | -- | -- | -- | -- | -- | --- | -- | ---------------------------------------------------------- |
| 1   | «Баварія» (Мюнхен) (C)          | 34 | 24 | 6  | 4  | 76 | 28 | +48 | 78 | Перший груповий раунд Ліга чемпіонів УЄФА 1999—2000        |
| 2   | «Баєр 04»                       | 34 | 17 | 12 | 5  | 61 | 30 | +31 | 63 | Перший груповий раунд Ліга чемпіонів УЄФА 1999—2000        |
| 3   | «Герта» (Берлін)                | 34 | 18 | 8  | 8  | 59 | 32 | +27 | 62 | Третій кваліфікаційний раунд Ліга чемпіонів УЄФА 1999—2000 |
| 4   | «Боруссія» (Дортмунд)           | 34 | 16 | 9  | 9  | 48 | 34 | +14 | 57 | Третій кваліфікаційний раунд Ліга чемпіонів УЄФА 1999—2000 |
| 5   | «Кайзерслаутерн»                | 34 | 17 | 6  | 11 | 51 | 47 | +4  | 57 | Перший раунд Кубка УЄФА 1999—2000                          |
| 6   | «Вольфсбург»                    | 34 | 15 | 10 | 9  | 54 | 49 | +5  | 55 | Перший раунд Кубка УЄФА 1999—2000                          |
| 7   | «Гамбург»                       | 34 | 13 | 11 | 10 | 47 | 46 | +1  | 50 | Третій раунд Кубка Інтертото 1999                          |
| 8   | «Дуйсбург»                      | 34 | 13 | 10 | 11 | 48 | 45 | +3  | 49 | Другий раунд Кубка Інтертото 1999                          |
| 9   | «Мюнхен 1860»                   | 34 | 11 | 8  | 15 | 49 | 56 | −7  | 41 |                                                            |
| 10  | «Шальке 04»                     | 34 | 10 | 11 | 13 | 41 | 54 | −13 | 41 |                                                            |
| 11  | «Штутгарт»                      | 34 | 9  | 12 | 13 | 41 | 48 | −7  | 39 |                                                            |
| 12  | «Фрайбург»                      | 34 | 10 | 9  | 15 | 36 | 44 | −8  | 39 |                                                            |
| 13  | «Вердер»                        | 34 | 10 | 8  | 16 | 41 | 47 | −6  | 38 | Перший раунд Кубка УЄФА 1999—2000                          |
| 14  | «Ганза»                         | 34 | 9  | 11 | 14 | 49 | 58 | −9  | 38 |                                                            |
| 15  | «Айнтрахт» (Франкфурт-на-Майні) | 34 | 9  | 10 | 15 | 44 | 54 | −10 | 37 |                                                            |
| 16  | «Нюрнберг» (R)                  | 34 | 7  | 16 | 11 | 40 | 50 | −10 | 37 | Пониження у класі до Другої Бундесліги                     |
| 17  | «Бохум» (R)                     | 34 | 7  | 8  | 19 | 40 | 65 | −25 | 29 | Пониження у класі до Другої Бундесліги                     |
| 18  | «Боруссія» (Менхенгладбах) (R)  | 34 | 4  | 9  | 21 | 41 | 79 | −38 | 21 | Пониження у класі до Другої Бундесліги                     |

1. ↑  «Вердер» виграв Кубок Німеччини і кваліфікувався таким чином у Кубок УЄФА.

## Результати
| Команда                         | ГЕР | БОХ | ВЕР | БРД | ДУЙ | АЙН | ФРГ | ГАМ | КАЙ | Б04 | БРМ | М60 | БАВ | НЮР | ГАН | Ш04 | ШТТ | ВОЛ |
| ------------------------------- | --- | --- | --- | --- | --- | --- | --- | --- | --- | --- | --- | --- | --- | --- | --- | --- | --- | --- |
| «Герта» (Берлін)                | —   | 4–1 | 1–0 | 3–0 | 1–3 | 3–1 | 1–0 | 6–1 | 1–1 | 0–1 | 4–1 | 2–1 | 1–0 | 3–0 | 2–0 | 2–0 | 2–0 | 2–0 |
| «Бохум»                         | 2–0 | —   | 2–0 | 0–1 | 0–2 | 0–0 | 1–2 | 2–0 | 1–2 | 1–5 | 2–1 | 2–0 | 2–2 | 0–3 | 2–3 | 1–2 | 3–3 | 0–2 |
| «Вердер»                        | 2–1 | 1–1 | —   | 1–1 | 1–1 | 1–2 | 2–3 | 0–0 | 0–1 | 2–2 | 4–1 | 4–1 | 0–1 | 2–3 | 0–3 | 1–0 | 2–2 | 0–1 |
| «Боруссія» (Дортмунд)           | 3–0 | 0–1 | 2–1 | —   | 2–0 | 3–1 | 2–1 | 2–1 | 1–0 | 1–0 | 1–1 | 3–1 | 2–2 | 3–0 | 2–0 | 3–0 | 3–0 | 2–1 |
| «Дуйсбург»                      | 0–0 | 2–0 | 2–0 | 3–2 | —   | 2–1 | 1–0 | 2–3 | 3–1 | 0–0 | 2–2 | 1–1 | 0–3 | 1–1 | 4–1 | 1–2 | 2–0 | 6–1 |
| «Айнтрахт» (Франкфурт-на-Майні) | 1–1 | 1–0 | 0–2 | 2–0 | 0–0 | —   | 3–1 | 2–2 | 5–1 | 2–3 | 0–0 | 2–3 | 1–0 | 3–2 | 2–2 | 1–2 | 1–1 | 0–1 |
| «Фрайбург»                      | 0–2 | 1–1 | 0–2 | 2–2 | 2–2 | 2–0 | —   | 0–0 | 0–1 | 1–1 | 2–1 | 1–2 | 0–2 | 1–0 | 3–0 | 0–2 | 2–0 | 0–0 |
| «Гамбург»                       | 0–4 | 1–0 | 1–1 | 0–0 | 4–1 | 0–1 | 2–1 | —   | 2–0 | 0–0 | 3–0 | 3–0 | 0–2 | 2–0 | 1–0 | 2–2 | 3–1 | 1–1 |
| «Кайзерслаутерн»                | 4–3 | 2–3 | 4–0 | 1–0 | 3–0 | 2–1 | 0–2 | 1–0 | —   | 0–1 | 2–1 | 1–1 | 2–1 | 2–0 | 3–2 | 4–1 | 1–1 | 1–1 |
| «Баєр 04»                       | 2–2 | 2–0 | 2–0 | 3–1 | 2–0 | 2–1 | 1–1 | 1–2 | 2–2 | —   | 4–1 | 1–1 | 1–2 | 3–0 | 3–1 | 1–1 | 0–0 | 3–0 |
| «Боруссія» (Менхенгладбах)      | 2–4 | 2–2 | 0–1 | 0–2 | 0–2 | 1–1 | 3–1 | 2–2 | 0–2 | 2–8 | —   | 2–0 | 0–2 | 0–2 | 1–1 | 3–0 | 2–3 | 5–2 |
| «Мюнхен 1860»                   | 2–0 | 2–1 | 1–3 | 2–0 | 0–0 | 4–1 | 2–0 | 0–0 | 1–2 | 0–2 | 3–1 | —   | 1–1 | 1–2 | 2–1 | 4–5 | 1–1 | 2–3 |
| «Баварія» (Мюнхен)              | 1–1 | 4–2 | 1–0 | 2–2 | 3–1 | 3–1 | 2–0 | 5–3 | 4–0 | 2–0 | 4–2 | 3–1 | —   | 2–0 | 6–1 | 1–1 | 2–0 | 3–0 |
| «Нюрнберг»                      | 0–0 | 2–2 | 1–1 | 0–0 | 0–2 | 2–2 | 1–2 | 1–1 | 1–1 | 2–2 | 2–0 | 1–5 | 2–0 | —   | 2–2 | 3–0 | 2–2 | 1–1 |
| «Ганза»                         | 1–2 | 3–0 | 2–1 | 2–0 | 3–0 | 2–2 | 0–2 | 0–1 | 2–1 | 1–1 | 1–1 | 4–1 | 0–4 | 1–1 | —   | 2–2 | 3–0 | 3–3 |
| «Шальке 04»                     | 0–0 | 2–2 | 1–2 | 1–1 | 2–0 | 2–3 | 1–1 | 1–4 | 0–2 | 0–1 | 1–0 | 2–2 | 1–3 | 2–2 | 1–0 | —   | 1–0 | 2–0 |
| «Штутгарт»                      | 0–0 | 4–2 | 1–0 | 2–1 | 0–0 | 2–0 | 3–1 | 3–1 | 4–0 | 0–1 | 2–2 | 0–1 | 0–2 | 0–0 | 1–1 | 2–1 | —   | 1–2 |
| «Вольфсбург»                    | 2–1 | 4–1 | 2–4 | 0–0 | 4–2 | 2–0 | 1–1 | 4–1 | 2–1 | 1–0 | 7–1 | 1–0 | 0–1 | 1–1 | 1–1 | 0–0 | 3–2 | —   |

## Найкращі бомбардири
| Місце | Гравець         | Клуб               | Голи |
| ----- | --------------- | ------------------ | ---- |
| 1     | Міхаель Претц   | «Герта» (Берлін)   | 23   |
| 2     | Ульф Кірстен    | «Баєр 04»          | 19   |
| 3     | Олівер Нойвілль | «Ганза»            | 14   |
| 3     | Тоні Єбоа       | «Гамбург»          | 14   |
| 5     | Маркус Баєрле   | «Дуйсбург»         | 13   |
| 5     | Саша Чирич      | «Нюрнберг»         | 13   |
| 5     | Джоване Елбер   | «Баварія» (Мюнхен) | 13   |
| 5     | Карстен Янкер   | «Баварія» (Мюнхен) | 13   |
| 5     | Анджей Юсковяк  | «Вольфсбург»       | 13   |
| 10    | Бернд Гобш      | «Мюнхен 1860»      | 12   |
| 10    | Олаф Маршалл    | «Кайзерслаутерн»   | 12   |

## Склад чемпіонів
| «Баварія» (Мюнхен) |
| --- |
| Воротарі: Олівер Кан (30); Бернд Дреєр (4); Свен Шоєр (3). Захисники: Маркус Баббель (27 / 1); Томас Лінке (27 / 1); Лотар Маттеус (25 / 1); Томас Гельмер (captain; 21 / 2); Біксант Лізаразю (19 / 2); Самуель Куффур (15). Півзахисники: Штефан Еффенберг (31 / 8); Хасан Саліхаміджич (30 / 3); Єнс Єреміс (30 / 1); Торстен Фінк (28); Маріо Баслер (27 / 5); Томас Штрунц (24 / 4); Міхаель Тарнат (20 / 1); Мехмет Шолль (13 / 4); Нільс-Ерік Юганссон (2); Давид Яролім (1). Нападники: Карстен Янкер (26 / 13); Александер Ціклер (26 / 7); Алі Даеї (23 / 6); Джоване Елбер (21 / 13); Александер Бугера (2); Беркант Гектан (1). (кількість ігор і голів наведена у дужках) Головний тренер: Оттмар Гіцфельд. Залишили команду по ходу сезону: Александер Бугера (в оренду до «Дуйсбурга»); Беркант Гектан (в оренду до «Боруссії» (Менхенгладбах)). |